# Maureen Connolly Brinker International 1972
Maureen Connolly Brinker International 1972  — жіночий тенісний турнір, що проходив на закритих кортах з килимовим покриттям T-BAR-M Racquet Club у Далласі (США). Належав до WT Pro Tour 1972. Турнір відбувся вперше і тривав з 7 березня до 12 березня 1972 року. Несіяна Ненсі Гюнтер здобула титул в одиночному розряді й отримала за це 11 тис. доларів США.

## Фінальна частина

### Одиночний розряд
Ненсі Гюнтер —  Біллі Джин Кінг 7–6(5–2), 6–1

### Парний розряд
Розмарі Касалс /  Біллі Джин Кінг —  Джуді Тегарт /  Франсуаза Дюрр 6–3, 4–6, 7–5

## Розподіл призових грошей
| Дисципліна       | П       | F      | ПФ     | ЧФ   | 1/8  | 1/16 |
| Одиночний розряд | $11,000 | $4,000 | $2,000 | $900 | $475 | $225 |